# نورمان ألدن
نورمان ألدن (بالإنجليزية: Norman Alden)‏ مواليد 13 سبتمبر 1924 في فورت وورث، الولايات المتحدة - الوفاة 27 يوليو 2012 في لوس أنجلوس، هو ممثل أمريكي بدأ مسيرته الفنية سنة 1957. امتدت مسيرته الفنية لأكثر من 49 عاما.

## الأعمال
- السيف العجيب
- تورا! تورا! تورا!
- فيكتور فيكتوريا
- العودة إلى المستقبل
- إد وود

## روابط خارجية
- نورمان ألدن على موقع IMDb (الإنجليزية)
- نورمان ألدن على موقع ألو سيني (الفرنسية)
- نورمان ألدن على موقع تيرنر كلاسيك موفيز (الإنجليزية)
- نورمان ألدن على موقع أول موفي (الإنجليزية)
- نورمان ألدن على موقع قاعدة بيانات الأفلام السويدية (السويدية)
- نورمان ألدن على موقع إن إن دي بي (الإنجليزية)
- نورمان ألدن على موقع قاعدة بيانات الفيلم (الإنجليزية)
- نورمان ألدن على موقع كينوبويسك (الروسية)